# Chobe Nemzeti Park
A Chobe Nemzeti Park Afrika egyik legsűrűbb vadon élő állatállományának otthont adó park Botswana északi részén. Méretét tekintve a Közép-Kalahári Vadrezervátum és a Gemsbok Nemzeti Park után az ország harmadik legnagyobb nemzeti parkja, állatvilágát tekintve a legváltozatosabb.

## Ökoszisztémái

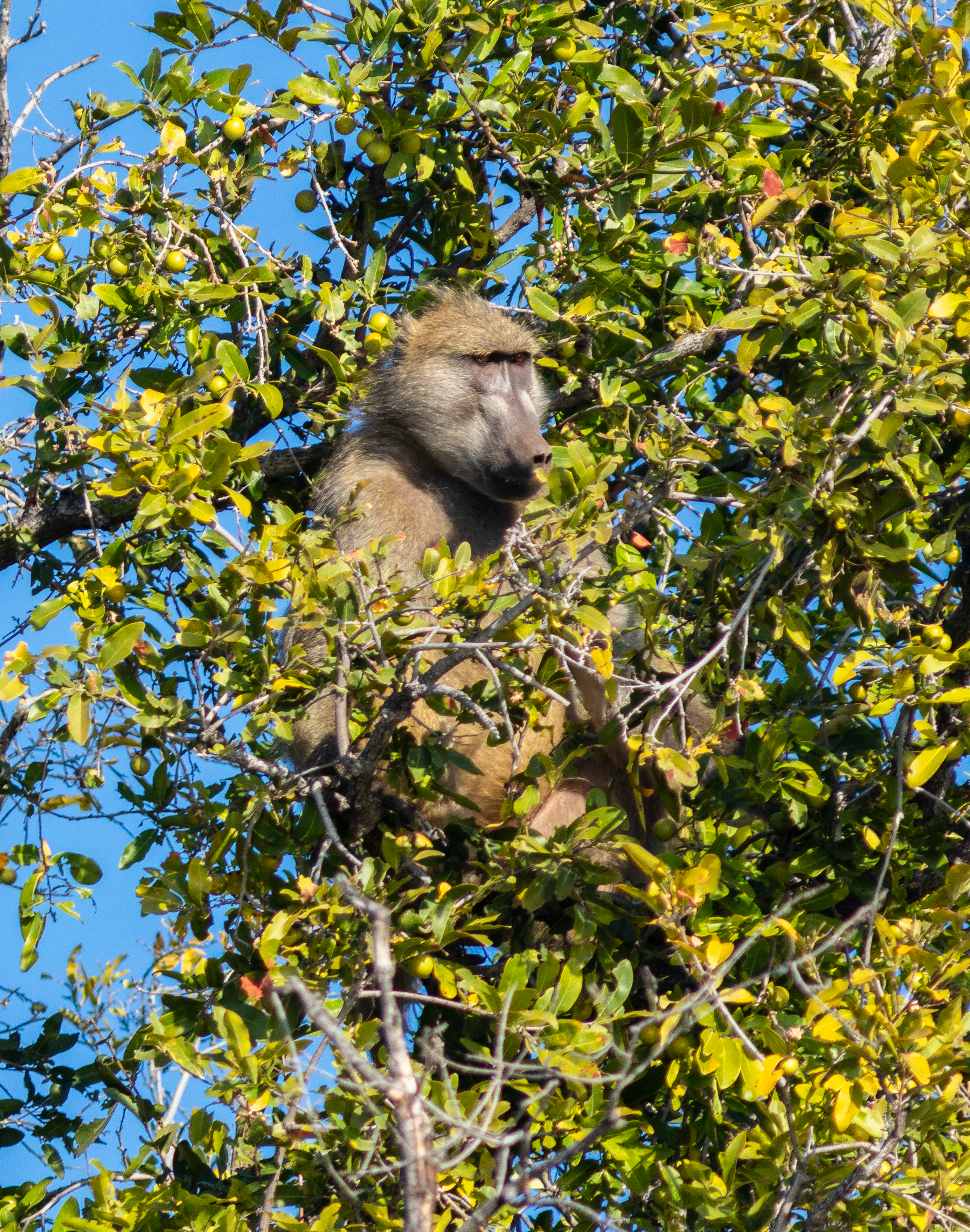
Medvepávián (Papio ursinus)

A park négy területre osztható, mindegyik egy jól meghatározott ökoszisztémát ölel magába.

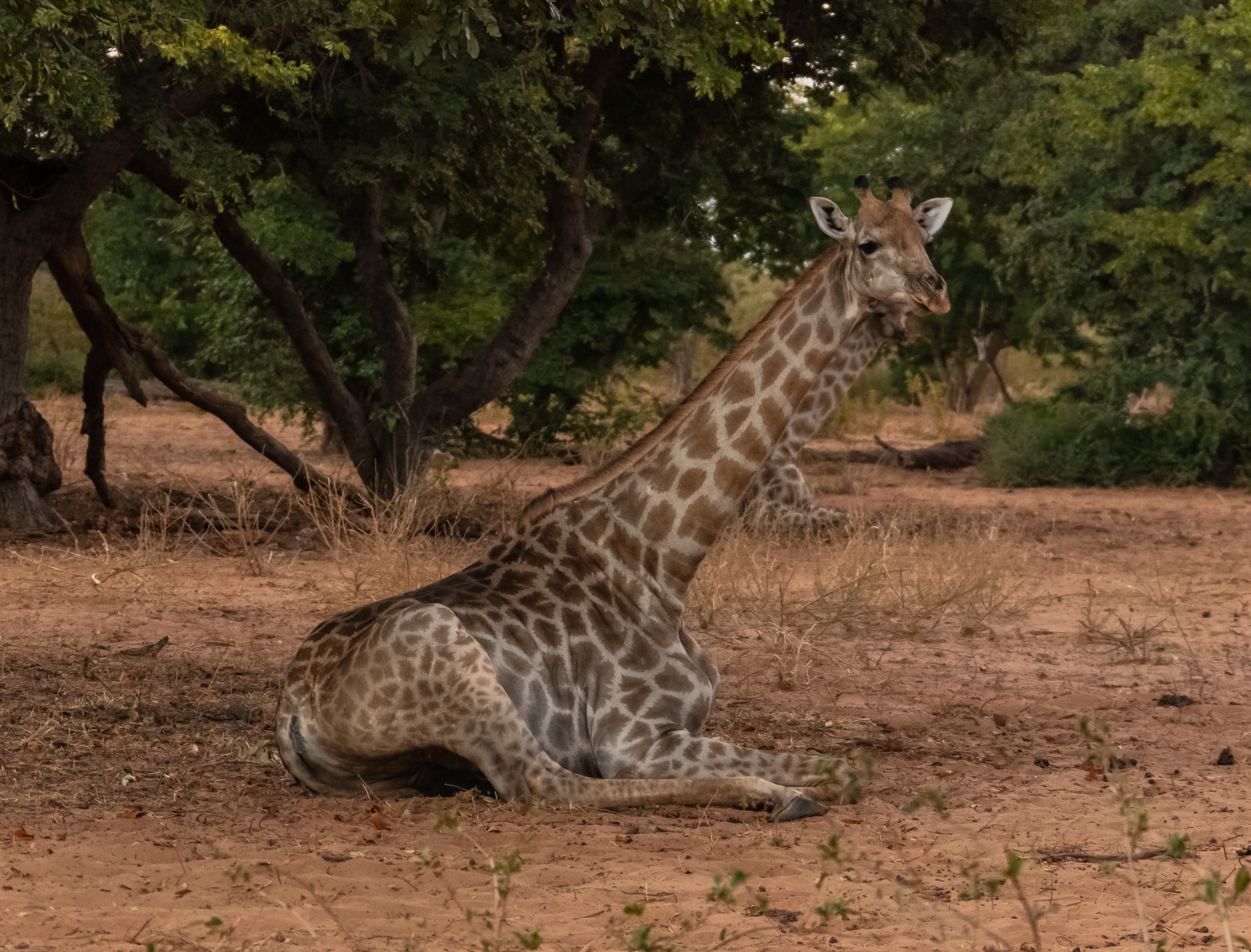
Zsiráf (Giraffa camelopardalis)

- A Serondela-terület (vagy Chobe-part) a park északkeleti részén terül el, fő jellemzői a buja árterület valamint a mahagónival, teak- és más keményfával benőtt sűrű erdők, bár az erdők területe jelentősen zsugorodott az elefántok miatt. A parkot északkeleten határoló Chobe-folyó különösen a száraz évszakban (májustól októberig) fontos itatóhely elefántok, zsiráfok, antilopok és kafferbivalyok hatalmas csordái számára. Botswanában csak az itteni árterületeken található meg a puku mocsáriantilop. Rendkívül változatos a madárvilága. Megfelelő időben nagy számban látható a kármintorkú gyurgyalag. Áradások idején kanalasgémek, íbiszfélék, gólyák, kacsák és más vízimadarak népesítik be a környéket. Valószínűleg ez a park leglátogatottabb területe, részben a Viktória-vízesés közelsége miatt.Kasane, a környék legfontosabb városa a folyón mentén lefelé nem messzire fekszik, ez a város a park északi kapuja.
- A Savuti-mocsár 10 878 km² területű, a park nyugati részén található a Mababe kaputól 50 km-re északra. A Savuti-mocsár egy hajdani nagy tó maradványa, melynek vízutánpótlását tektonikus mozgások hosszú időkkel ezelőtt elvágták. A mocsarat napjainkban a kiszámíthatatlan Savuti-csatorna táplálja, mely időnként évekre kiszárad, majd váratlanul ismét vizet szállít. A csatorna 1982 után először 2010 januárjában szállított vizet a Savuti-mocsárba. A változó vízmennyiség eredménye a csatorna partjain látható kiszáradt fák százainak látványa. A területet egy része szavannás, füves táj, ezért a vadvilág igen változatos. A száraz évszakban gyakran látható varacskosdisznó, kudu, impala, zebra, gnú, és legfőképpen elefánt. Az esős évszakban gazdag a madárvilága.Oroszlánok, hiénák és időnként gepárdok is megpillanthatók. A környék a zebrák éves vándorlásáról és az őket követő ragadozókról is nevezetes.
- A Linyanti-mocsár a park északnyugati sarkában a Linyanti-folyó mellett a Savuti-mocsártól északra helyezkedik el. Tőle nyugatra a Selinda-rezervátum fekszik, a Kwando-folyó északi partján pedig anamíbiai Mamili Nemzeti Park. A folyók mentén erdős területek, lagúnák találhatók, a terület többi része ártér. Nagy számban élnek itt oroszlánok, leopárdok, afrikai vadkutyák, fakó lóantilopok, fekete lóantilopok, vízilovak és főként afrikai elefántok. A ritkább zambézi mocsáriantilop, a szitutunga és a nílusi krokodil szintén megtalálható itt. A madárvilág rendkívül gazdag.
- A Linyanti és a Savuti mocsarakat egy szárazabb, erdős-fás terület választja el egymástól. Ez a rész kevésbé ismert, jó lehetőséget nyújt jávorantilopok megfigyelésére.

## A park története
A terület első lakói a busmanok voltak (Botswanában basarwaként is ismerik őket). A busmanok vadászó és gyűjtögető életmódot folytató emberek, akik élelemszerzés céljából állandóan vándoroltak. Ma is megtalálhatók sziklarajzaik a park sziklás hegyeiben.
A 20. század elején a jelenlegi Botswana területén különböző birtokrendszerek léteztek. Akkoriban a park területének jó részét koronabirtokként tartották nyilván. Már 1931-ben felmerült a gondolat, hogy a vadvilág védelmére és a turizmus előmozdítására nemzeti parkot hozzanak létre. A rákövetkező évben a Chobe-kerület 24 000 km²-nyi részén megtiltották a vadászatot, majd két évvel később ezt a területet 31 600 km²-re növelték.
1943-ban cecelegyek által terjesztett súlyos járvány tört ki a környéken, emiatt a nemzeti parkra vonatkozó terveket ideiglenesen félretették. A terv csak 1953-ban kapott ismét kormányzati figyelmet: ekkor 21 000 km²-nyi területet kívántak vadrezervátummá alakítani. Az erőfeszítések eredményeképpen 1960-ban az eredetileg tervezettnél kisebb területen létrejött a Chobe Vadrezervátum. Végezetül 1967-ben a rezervátumot nemzeti parkká nyilvánították.
Akkoriban még többféle ipari tevékenység is folyt a park területén, ezek közül a legjelentősebb a Serondala környéki fafeldolgozás volt. Ezeket a településeket fokozatosan kitelepítették a park területéről, de egészen 1975-ig kellett várni arra, hogy a védett terület teljesen mentes legyen az emberi tevékenységtől. Serondela környékén még mindig láthatók az egykori fafeldolgozás nyomai. 1980-ban és 1987-ben a park területe kis mértékben bővült.

## Elefántok

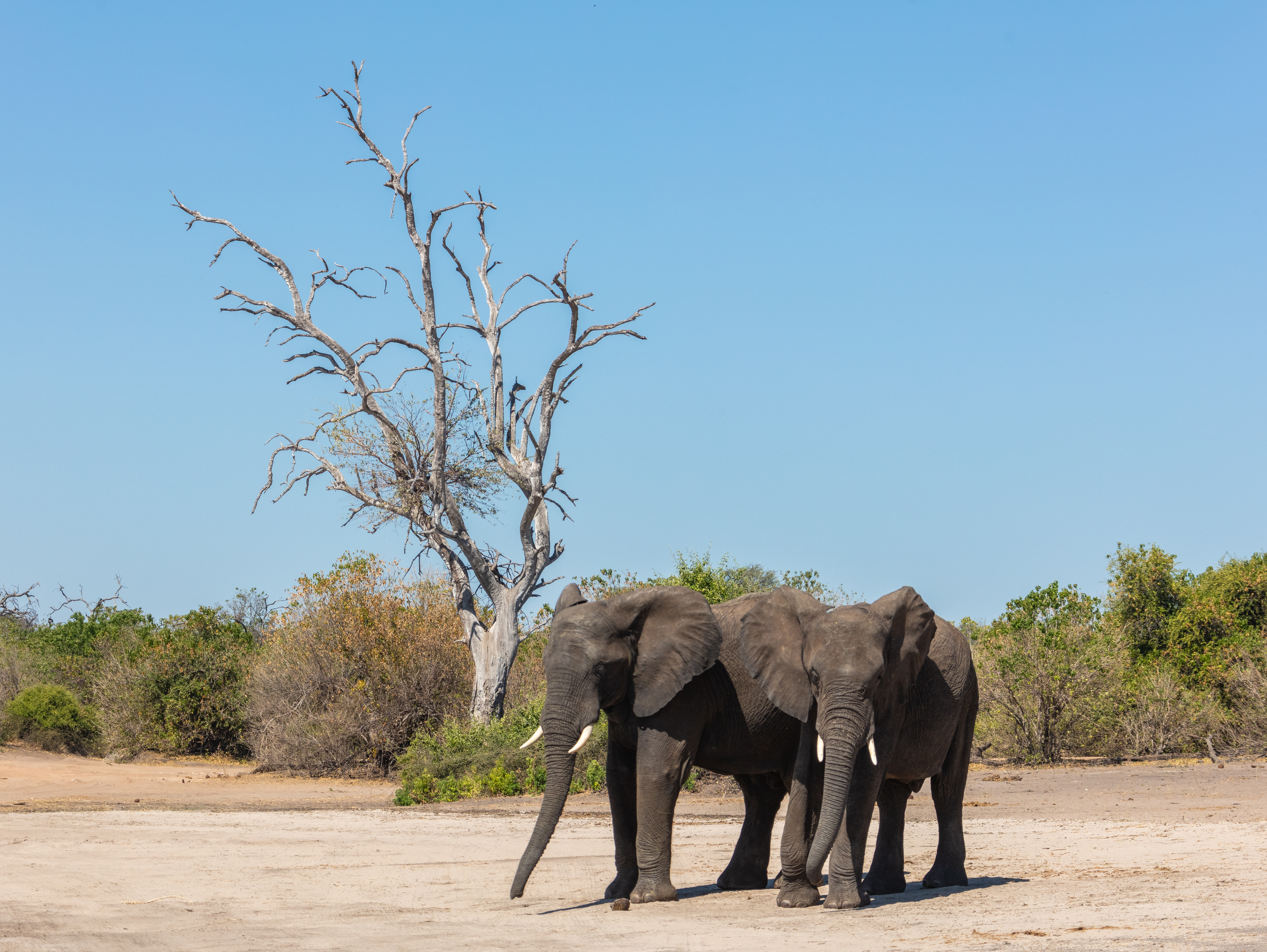
Elefántok a Chobe-folyó partján

A park legjobban talán hatalmas elefántpopulációjáról ismert. A parkban a becslések szerint 50 000 elefánt él, valószínűleg itt található Afrika legnagyobb sűrűségű állománya. Az elefántállomány az 1990-es néhány ezerről folyamatos növekedéssel érte el a mai létszámot.
Az itt élő elefántok az összes ismert populáció közül a legnagyobb termetűek. Jellemzőjük a meglehetősen törékeny és rövid agyar, ami valószínűleg a kalciumban szegény talaj következménye.
Egyes területeken az elefántok által okozott károk tetemesek. Az elefántállomány Chobe környékén olyan sűrű, hogy állományuk megritkítását is fontolóra vették, bár a gondolatot annak vitatott volta miatt elvetették.
A park elefántjai a száraz évszak során főként a Chobe-folyó és a Linyanti-folyó közelében tartózkodnak. Az esős évszakban akár 200 km-nyire is elvándorolnak a park délkeleti részei felé. Élőhelyük azonban jócskán túlnyúlik a park határain egészen Zimbabwe északnyugati területeiig.

## Turizmus

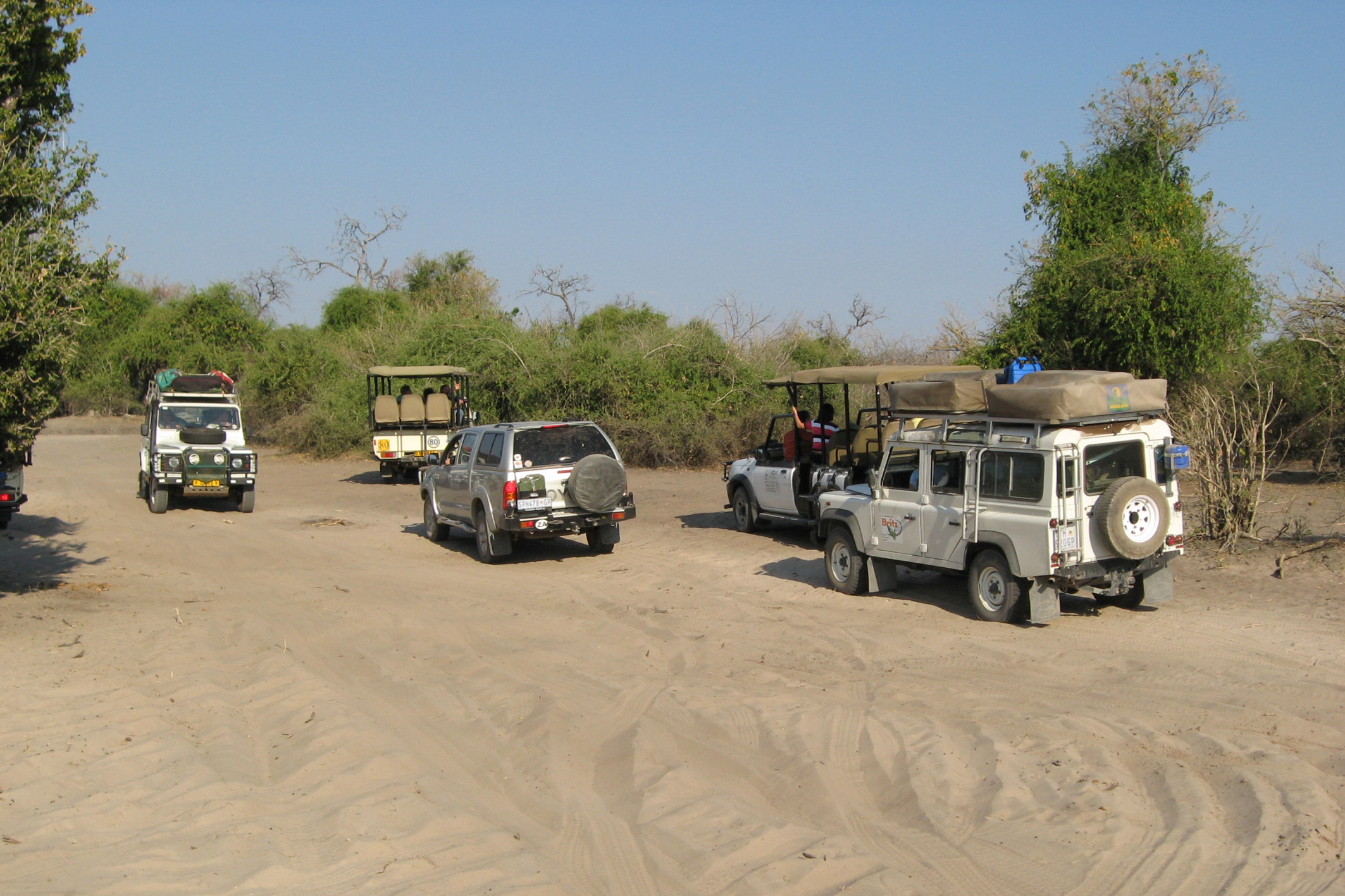
Turisták a parkban

A park a Botswanába látogató turisták népszerű célpontja. Területén több, alapvető szükségleteket biztosító táborhely található. A park területén nincsenek kiépített utak, a közlekedés terepre alkalmas járművekkel történik.
A park a tervek szerint részét képezi az öt országra kiterjedő Kavango-Zambézi határokon átnyúló természetvédelmi területnek.

## Fordítás
- Ez a szócikk részben vagy egészben  a   Chobe National Park című angol Wikipédia-szócikk ezen változatának fordításán alapul.  Az eredeti cikk szerkesztőit annak laptörténete sorolja fel. Ez a jelzés csupán a megfogalmazás eredetét és a szerzői jogokat jelzi, nem szolgál a cikkben szereplő információk forrásmegjelöléseként.